# Nomada diacantha
Nomada diacantha är en biart som beskrevs av Schwarz 1981. Nomada diacantha ingår i släktet gökbin, och familjen långtungebin. Inga underarter finns listade i Catalogue of Life.